# Twyla Tharp
Twyla Tharp (Portland, 1 de julho de 1941) é uma bailarina e coreógrafa norte-americana, um dos maiores nomes da dança contemporânea no século XX.
Com uma carreira que atravessa mais de quatro décadas, ela já criou mais de 130 números de dança e colaborou como coreógrafa, diretora e produtora em filmes, programas de televisão, musicais, dezenas de companhias de balé e dança e foi premiada e reconhecida em seu país e internacionalmente por seu trabalho artístico.

## Infância
Tharp nasceu em uma fazenda em Portland, estado de Indiana e sua família mudou-se para Rialto, na Califórnia, quando tinha dez anos. Seus pais abriram um cinema drive-in na cidade, onde ela trabalhou desde criança. Ela estudou na Pacific High School em San Bernardino e teve aulas de dança na Vera Lynn School of Dance. Leitora ávida, sua rotina de estudo e aprendizado lhe deixava pouco tempo para atividades sociais.

## Carreira
Depois de cursar o Pomona College, na Califórnia, ela mudou-se para Nova York, onde cursou o Barnard College, formando-se em História da Arte em 1963. Foi em Nova York que ela estudou como Martha Graham e Merce Cunningham. No mesmo ano ela juntou-se à Paul Taylor Dance Company.
Em 1965, aos 24 anos, ela montou sua própria companhia de dança, a Twyla Tharp Dance, voltada para o jazz, música clássica e música pop contemporânea. Entre 1971 e 1988, levou sua companhia a exibir trabalhos originais ao redor do mundo. Em 1988, sua companhia integrou-se ao American Ballet Theatre e desde essa época o ABT exibiu dezesseis estréias mundiais dos trabalhos originais de Tharp. Desde então ela coreografou danças para o Ballet de l'Opéra National de Paris, The Royal Ballet, New York City Ballet, Boston Ballet, Joffrey Ballet, Pacific Northwest Ballet, Miami City Ballet, American Ballet Theatre, Hubbard Street Dance e a Martha Graham Dance Company. Tharp também criou um espetáculo de dança com Mikhail Baryshnikov chamado Cutting Up (1991), que fez uma turnê por 28 cidades durante mais de dois meses e foi uma das turnês mais bem sucedidas e aclamadas da história da dança contemporânea. Anos depois, ela também ganharia dois Prêmios Emmy com seu trabalho para a televisão com Baryshnikov, um especial chamado Baryshnikov by Tharp. Baryshnikov e Tharp fizeram uma parceria profissional que duraria pelas décadas seguintes.
Em 1999, a Twyla Tharp Dance foi reagrupada e apresentou coreografias de Tharp ao redor do mundo com uma companhia de dançarinos que levou à criação do musical Movin' Out, feito em cima de músicas do cantor Billy Joel, sua mais popular criação até hoje  e que lhe deu um Prêmio Tony de Melhor Coreografia em 2002.

### Broadway
Em 1980, ela e sua companhia apresentarem seu primeiro trabalho na Broadway, When We Were Very Young, seguido no ano seguinte por The Catherine Wheel, uma colaboração com o músico David Byrne, do Talking Heads. Em 1985, coreografou Singin' in the Rain, que ficou cerca de um ano em cartaz e depois seguiu em turnê nacional.
Depois de diversas criações bem sucedidas no palco nos anos 90, ela criou em 2009 Come Fly With Me, um espetáculo de dança feito sobre as músicas de Frank Sinatra, exibido em Atlanta, na Geórgia, que ao seu encerramento foi o mais bem sucedido balé musical da história da cidade, com casa lotada durante as quatro semanas de exibição. Renomeado como Come Fly Away, a montagem estreou na Broadway em 2010, cumprindo 28 apresentações-teste e 188 apresentações normais.

### Cinema e televisão
Twyla Tharp fez diversos trabalhos no cinema. Os mais importantes deles foram colaborações com o diretor Milos Forman em Hair, Ragtime e Amadeus, com Taylor Hackford em O Sol da Meia Noite, e James L. Brooks em  I'll Do Anything.
Na televisão, além de seu premiado Baryshnikov by Tharp, em 1984, ela co-produziu e dirigiu Making Television Dance (1977), que ganhou o Chicago International Film Festival Award  e dirigiu seu trabalho da Broadway The Catherine Wheel (1983) para um especial da BBC.

## Homenagens
Entre as inúmeras premiações e honrarias recebidas por Twyla Tharp, estão prêmios da Foundation for the Contemporary Performing Arts, John Simon Guggenheim Memorial Foundation, New York Public Library Dance Collection, University Medal of Excellence da Universidade de Columbia, Laurence Olivier Award por In the Upper Room, o Tony Award e Drama Desk Award Outstanding Choreography pelo musical  Movin' Out e em 2004 recebeu a National Medal of Arts na Casa Branca, das mãos do presidente George W. Bush, por sua contribuição à cultura dos Estados Unidos.